# Евпаторийский уезд
Евпаторийский уезд — административная единица в Таврической губернии Российской империи. Административный центр — город Евпатория.

## География

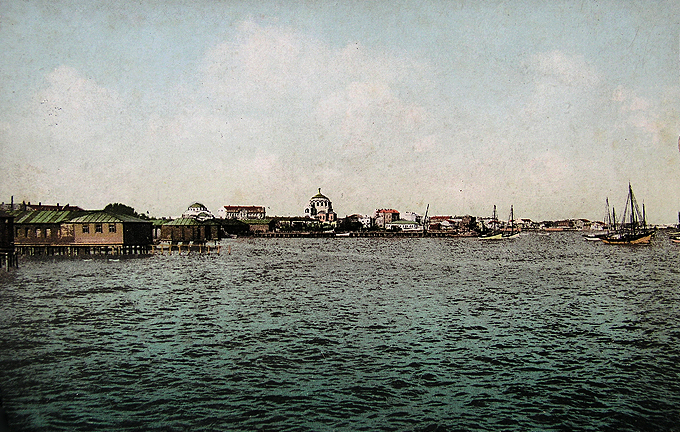
Евпатория. Общий вид с моря (открытка, 1916)

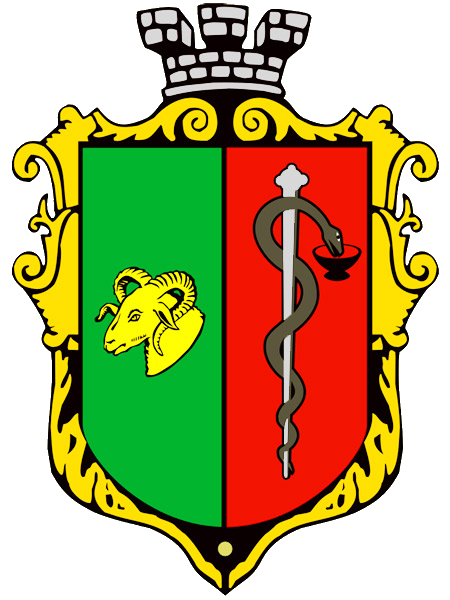
Герб Евпаторийского уезда

Занимал северо-западную часть Крымского полуострова, между 45°3' — 45°54' с. ш. и 32° 9' — 34°2' в. д. от Гринвича. Наибольшее протяжение его от Запада к Востоку — 104 версты, от севера к югу — 88 вёрст, площадь около 5000 кв. вёрст. С севера и запада он омывается Чёрным морем, на востоке граничит с Перекопским уездом, на юге — с Симферопольским уездом. Почти вся площадь представляет однообразную, ровную степь, едва тронутую размывом; начинаясь в верховье незаметными для глаза широкими лощинками, местные балки медленно углубляются в почву по мере приближения к морю и только в низовье представляют местами крутые, или даже обрывистые края; в обрывах, из-под красноватой глинистой осыпи, видны белые, или желтоватые пластовые известняки. На высоких, водораздельных равнинах расположены порознь, или группами, отлого-конические, насыпные курганы, «могилки», в 3, 5 и более сажен вышиною.
Господствующее направление балок в северной половине уезда — на северо-запад и север, в южной половине — на юго-запад и запад. Самые значительные балки — Самарчик, в северо-вост. углу, и Аиш, близ южной границы, имеют до 80 вёрст в длину. К балкам можно причислить и Донузлав — узкий, со скалистыми берегами овраг, врезывающийся в западную часть Евпаторийского уезда в направлении с юго-запада на северо-восток и имеющий до 25 вёрст в длину, тогда как ширина его местами не превосходит 100 сажен. Донузлав можно считать также морским заливом, или лиманом, или солёным озером; он отделяется от моря песчаною пересыпью; вода в нём солонее морской и постоянно пахнет сероводородом. По всей вероятности, Донузлав обусловлен большим разломом известняка, однако не имеет признаков сдвига: пласты обоих берегов вполне соответствуют друг другу.
Евпаторийские балки большую часть лета не имеют текучей воды; постоянная вода держится только в верховье Аишской балки и несёт название речки Кульчук или Кайнаут; её поддерживает источник Тобе-Чокрак — единственный хороший источник в уезде. В том же, юго-восточном углу граница уезда идет на протяжении нескольких верст по реке Салгиру; но летом здесь и Салгир имеет сухое русло; вода сочится только подземно и питает мелкие колодцы. Во всём уезде рек нет и вода добывается исключительно колодцами; хотя в западной части, по морскому берегу и в Донузлаве, есть немало источников, но все они вытекают на уровне моря и тут же смешиваются с солёной водой.
Глубина колодцев весьма различна: от немногих вершков на песчаных прибрежьях до нескольких десятков сажен на степных возвышенностях; колодцы в 30 и 40 сажен весьма обыкновенны; близ восточной границы, в колонии Сарыбаш, есть колодец в 81 сажень глубины (до дна, 60 сажен до воды). Вода глубоких колодцев обыкновенно хорошего качества; температура её 12° — 15° Цельсия. В большинстве случаев глубина колодцев (до уровня колодезной воды) близка к высоте места над уровнем моря.
Наиболее возвышенная полоса уезда находится немного севернее его середины и тянется с запада на восток. Западнее Донузлава она возвышается на 70 — 80 саж. над уровнем моря, затем медленно понижается, чрез селения Мурзабек и Сарыбаш, к границе Перекопского уезда, где высота степи не превосходит 50 сажен. Здесь Евпаторийская возвышенность сливается с отлогою, срединною седловиной Крымского полуострова, которая постепенно поднимается к югу и востоку и в окрестностях Симферополя достигает высоты 130 сажен над уровнем моря. На поверхности Евпаторийской возвышенности, особенно в западной части её, часто проглядывает белый известняк, слабо прикрытый здесь красноватою глиной, или только растительным перегноем. В западной оконечности полуострова, между Тарханкутским мысом и Акмечетью (Шейхларом), известняк обрывается отвесными скалами, подводное продолжение которых образует опасные для судов рифы, ежегодно причинявшие несколько кораблекрушений. Береговые скалы здесь очень живописны, местами поросли кустарником и деревьями. При Караджинской и Акмечетской бухтах разведены хорошие плодовые сады и виноградники.
На севере и на юге от упомянутой возвышенности местность постепенно понижается: на север к Керкинитскому заливу склон едва заметен, на юг к заливу Евпаторийскому и Гнилому озеру он несколько круче. По низменному морскому прибережью расположены солончаки и солёные озера с солёно-глинистыми берегами и ракушечно-песчаными пересыпями, отделяющими их от моря; значительнейшие соленые озера по берегу Керкинитского залива — Бакальское в Кирмутское (Сасык), по берегу Евпаторийского залива — Майнакское, Гнилое, Сакское и Кизыл-яр. Южная область Евпаторийского уезда, в её приморской части прилежащая к Гнилому, Сакскому и Кизылярскому озёрам, весьма мало возвышается над уровнем моря; уровень этих озёр летом ниже морского уровня.
Евпаторийская возвышенность сливается на Восток с средне-крымской седловиной, поднимающеюся к югу, а если мы примем во внимание, что юго-западное крыло седловины тянется до окрестностей Севастополя, то должны признать, что Сакская низменность занимает часть дна отлогой полукотловины, замкнутой с севера, востока и юга высотами, а на западе граничащей с морем. Котловина эта не только орографическая, но и геологическая: пласты третичных пород, образующие окружающие возвышенности, наклонены, в общих чертах, подобно поверхности местного рельефа, притом несколько круче последней.

## Артезианские скважины
Выяснение такого строения местности привело к предположению о возможности получить бурением восходящую артезианскую воду. В начале 1890 года приступили к бурению на берегу Сакского озера, при земской грязелечебнице. Артезианская вода получилась на глубине 37 — 41 сажен от поверхности почвы и поднялась по трубе на 4 1/2 фута. На 1/2 футов выше поверхности почвы приток был определён в 47000 вёдер в сутки. Вода очень хорошего качества; температура 12 1/4 P. (15 1/6 °C). Артезианский колодец сильно повлиял на устройство и благосостояние грязелечебницы, страдавшей до этого времени от безводья. В 1891 и 1892 г. в окрестностях Сакского озера выбурено ещё 7 артезианских скважин; из них 2, заложенных ближе к берегу моря, оказались неудачными, вероятно, вследствие позднейшего сильного размыва третичных пластов, следы которого наблюдались и при бурении первой сакской скважины.
Через полтора года после сакского бурения была сделана новая скважина в городе Евпатория. Евпатория принадлежит к тем четырём крымским пунктам, в которых ещё в 1834—1836 годах производились попытки артезианского бурения (другие три — Симферополь, Феодосия, Керчь), и только здесь опыт оказался сравнительно удачным: артезианская вода была достигнута, на глубине около 60 сажен, но не дошла до поверхности на 0,54 сажен. Чтоб сделать пользование ею по возможности удобным, при отверстии скважины был выкопан на глубину 0,83 сажен (2 1/2, аршина) и цементирован резервуар, в который артезианская вода могла свободно выливаться и образовать запас, вычерпываемый вёдрами по мере надобности. По сохранившимся сведениям, колодезь давал вначале не менее 8000 вёдер в сутки (при диаметре скважины в 2 1/2 дюйма и глубине в 61 5/7 саж. = 432 футов); однако приток постепенно уменьшался и дошел в 1879 году до 1200 вёдер. После чистки скважины, произведенной под руководством горного инженера А. К. Вильберга, приток увеличился до 3600 вёдер в сутки, но в последующие годы опять ослабел и в январе 1891 года не превосходил 1600 ведер.
Новая скважина была заложена на юго-восточном конце города, где поверхность почвы лежит на 0,6 саж. выше уровня моря и на 1,05 сажен ниже устья старого артезианского колодца. Бурение закончено в начале августа 1891 года на глубине 62 1/2 сажен. Внутренний диаметр труб = 6 1/4 дюйм. Артезианская вода получена из глубины 51 — 61 саж. и поднялась по трубам на 1,6 саж. (10 фут.) над поверхностью почвы. На 1 1/2 футов выше поверхности измерение притока показало 77760 вёдер в сутки. Температура 19,1 °C. (15,3 °Р.); вода несколько пахнет сероводородом, но последний быстро улетучивается. Вслед за новым евпаторийским колодцем сделаны поблизости ещё две артезианские скважины: одна к северу отсюда, на берегу Гнилого озера, другая западнее города, при Майнакской грязелечебнице.
По всей вероятности, в низменном прибрежье Евпаторийского залива могут быть с успехом закладываемы ещё многие артезианские скважины; возможно ожидать того же на берегу Керкинитского залива, где, хотя и была сделана одна попытка бурения, но работы были прекращены раньше, чем это желательно (на 52-й сажени).
На остальном пространстве Евпаторийского уезда, вне узкой прибрежной низменности, нет никакого вероятия на добычу артезианской воды. Между тем вопрос о воде был особенно настоятелен, так как количество осадков, судя по наблюдениям на Тарханкутском маяке (с 1873 по 1886 годы), меньше, чем в какой-либо иной области Крыма, а именно среднее годовое количество = 241 мм. Можно надеяться, что устройство запруд в верховьях балок существенно помогло бы делу обводнения.

## Климат
Климат в Евпаторийском уезде степной, довольно резкий для юга, отчасти смягчаемый в береговой полосе влиянием моря. Средняя годовая температура на Тарханкутском мысе 11,3 °C, средняя самого холодного месяца (января) — 1,3°, средняя самого тёплого месяца (июля) 23,8°, годовой maximum 35,9°, годовой minimum — 24,5°.
Летом преобладают западные и северо-зап. ветры, зимою восточные и сев.-вост.

## История и археология
В Евпаторийском уезде есть несколько пунктов, представляющих археологический интерес. Так, верстах в трёх от города видны развалины, при которых находят обломки черепиц и древние греческие и римские монеты. Профессор Брун полагает, что здесь находился в древности город Керкинит, построенный греками на земле скифов. Мнение это подтверждается керкинитскими монетами: на одной из них отчеканено имя царя Скилура, на других изображен скиф с приподнятым сигарисом (обоюдоострый топор).
Древние географы отмечают на берегу Керкинитского залива ещё несколько поселений, основанных древними греками. Одно из них называлось Калос Лимен (Хорошая пристань) и находилось, по всей вероятности, при Акмечетской (Шейхларской) бухте, где заметны следы развалин. В 300 стадиях отсюда, по указанию древних авторов, находился город с пристанью Тамирака; его предполагают близ Кирмутского озера.
Евпаторийский уезд образован в 1784 году в составе Таврической области. В 1796 году упразднён. Воссоздан в 1802 году в составе Таврической губернии. Упразднён в 1921 году при создании Крымской АССР

## Население
В 1866 году в Евпаторском уезде числилось жителей: в селениях 29435, в городе 16940, всего 46375; из них татар 46,3 %, великороссов и малороссов 39 %, евреев 7,3 % цыган 3,9 %, немцев 2,9 %, греков 0,3 %, армян 0,3 %. По вероисповеданиям, без города, православных 8211, римских католиков 1181, протестантов 1088, евреев 31, мусульман 18786.
Иностранных подданных в уезде 576. Волостей 5, селений 230, большею частью мелких; более 50 дворов только в 7, более 100 дворов — в 2. На квадратную версту приходится сельских жителей 6. Населенность уезда сильно уменьшилась в 1856—1862 годах, когда произошло массовое выселение
крымских татар в Турцию.
Главные занятия жителей — земледелие и скотоводство. Под пашней около 15 % всей площади у. Овец 400000 голов, рогатого скота 26000, лошадей 13000, свиней 3000. Всего больше сеется пшеницы (озимой) и ячменя; затем овёс, рожь, картофелю — очень мало.

## Экономика
Соляных озёр, принадлежащих частным лицам — 11. Площадь самосадочных бассейнов — 190588 кв. сажен; доходность их определена земским собранием в 20585 рублей. Казне принадлежало 5 озёр, площадь их 651677 кв. сажень; доходность, по земской оценке, 70381 руб. В 1890 г. добыто из них свыше 5853 тыс. пд. соли. В 7 озёрах частного владения добыто 1933 тыс. пудов. Фабрик и заводов 8; по оценке земства общая их доходность — 10666 рублей. Ветряных мельниц 191, паровых 9; заведений для продажи питей 16; лавок, кофеен и пекарен 47.
В городе Евпатория и на городской земле находятся 1 бойня, 45 ветряных мельниц, 1 каменоломня, 1 известковая печь, 1 черепично-кирпичный завод и т. п.
Степных земель обложено земством было 535929 десят.; доходность их определена в 171497 рублей, а сбор с них в 46043 руб. Принадлежало частным лицам земли 457323 дес., казне 37503 десятин, сельск. общ. 20328 дес., горному ведомству 2182 дес., городу Евпатории 3292 десятин.

## Образование
Всех школ в уезде 82 (21 школа в городе). Училищному совету подчинено 9 училищ, из них 1 с ремесленным классом. Учащихся в них к 1 января 1892 года было 419. От земства в 1891 года давалось на школы 2910 руб. от города 1320 рублей, от сельских обществ 228 рублей, от частных лиц постоянных пожертвований 800 руб.
В 1893 г. земство назначило на народное образование 10841 руб., из них на женскую гимназию 3600 руб., на мужскую прогимназию 2586 руб. За 10 лет (1878 — 87) бюджет земства на народное образование увеличился, сравнительно с предыдущим десятилетием с 52058 до 59507 руб.
По земской смете на 1893 год на содержало земской больницы в Евпатории назначено 18491 руб., на медицинскую часть в уезде 14547 рублей (из них 8 тысяч руб. на устройство в уезде приемного покоя, с квартирою для врача). В м. Саки губернское земство содержит грязелечебницу. По земскому бюджету на 1893 г. на обязательные расходы назначено 68947 руб., необязательные — 48992 руб., в том числе на содержало управы 969 руб. Недоимок по земским сборам 30806 руб.